# 孝定皇太后
孝定太后（1546年—1614年3月18日）李氏，名不详，通州漷县人，祖籍山西省翼城县，明穆宗皇贵妃，明神宗萬曆皇帝生母。明朝最後一位皇太后。因篤信佛法，又自稱九蓮菩薩。

## 生平
武清侯李偉之女，嫡母或生母王氏。根据其父亲李伟行状，李氏生于嘉靖丙午（1546年）冬十一月十九日。庚戌（1550年）秋，“虏闯近郊畿辅戒严”。她随家人迁居北京，后入裕王府，具体时间无记载。裕王朱载坖即为日后的明穆宗。李伟行状指李氏最初为裕王妾室，然据《明史》中李氏传记记载，她初为王府宫人。入宮時十五歲。李氏因长相妩媚动人，美貌聰穎，被裕王朱载坖看中，纳為妾室。
李氏在裕王府和丈夫登基初期的生活细节无记载，仅知在1563年，李氏生裕王第三子朱翊钧，即明神宗。1565年，生裕王第三女朱尧娥。1566年，丈夫裕王朱载坖即位，是为明穆宗。第二年（1567年3月），李氏生穆宗第四女朱尧媖。同年三月，明穆宗告之礼部要册生育“皇子二女”的李氏为皇贵妃、江氏为贤妃。同月壬午举办册封仪式，派遣英国公張溶、镇远侯顧寰、大学士高拱、陳以勤捧册宝行礼，冊文如下： 
朕惟王化必始於閨門宜備後妃之制 天心欲昌於胤祚式先女士之厘爰舉彞章用延景貺 咨爾李氏宅心貞順稟質惠溫恭而能安步履中珩璜之節敬而無失周旋合圖史之規乃受祉於神明誕儲休於 宗社熊羆協夢丕照震索之祥蘭玉敷華茂發坤亨之瑞庸頒異渥俾晉崇封 茲特遣官持節 封爾為皇貴妃 錫之冊寶 於戲 位以德升已顯陟等威之峻慶由善積尚益凝福履之隆弼成治理於關睢導集禎祺於麟趾欽哉。
隆庆二年（1568年），皇贵妃李氏生次子朱翊镠，同年，其子朱翊钧被立为皇太子。1573年，生么女朱堯媛。李氏生下二子三女，为穆宗妻妾之中生育最多之人，但地位在李皇貴妃之上的陳皇后，只生有太和公主，卻早殤，陳皇后因無子多病，長期失寵，僅僅沒有正式被廢而已，與年輕美貌又兒女雙全的李贵妃是無法相比的。僅管如此，李皇貴妃没有恃宠而驕，反而对陳皇后恭让有礼，相處融洽。
1572年，穆宗逝世，其子朱翊钧即位，上尊号曰慈圣皇太后。本来旧时的制度，天子立，尊皇后为皇太后，如果先皇后不是新任皇帝的生母，则同时尊生母为太后，而给先皇后加上徽号以示区别。而在这时，太监冯保欲讨李皇贵妃欢心，跟大学士张居正说起并尊，张居正上议，尊陈皇后为仁圣皇太后，李皇贵妃为慈圣皇太后，从此嫡庶无区别矣，這時李太后才二十八歲。陈太后住在慈庆宫，李太后则住在慈宁宫。张居正又请李太后视皇帝起居，因而太后徙居乾清宫。
由於神宗即位時年紀尚幼，由母親李太后代為處理朝政，而李太后是少有的精明強幹的女人，有識人之明，没有野心和权欲，万历初期，重用张居正與馮保，综核名实，幾于富强，太后之力居多。太后父李伟封武清伯。李太后也從不會縱容自己親屬胡作非為，家人尝有过，命中使出数之，而抵其家人于法。太后對官員頗寬容，御史曹學程曾經得罪萬曆帝，差點被處死，太后得知學程之母甚老，於是幫學程向皇帝求情，才沒被殺，但入獄十年。
明朝的皇帝，只有神宗嗜利，万历帝对李太后表示：“年来无耻臣僚，尽货以献张、冯二家。”李太后不置可否，也让皇帝有十足的把握去抄张居正的家。
李太后是個端正嚴謹的女人，教導神宗颇为严格。小皇帝犯错，太后召他长跪，歷數其過，有一次甚至幾乎要將神宗廢位，万历六年（1578年），神宗大婚，太后遂返回慈宁宫。六年三月，加尊号曰慈圣宣文皇太后。万历十年，加尊号曰慈圣宣文明肃皇太后。万历十二年，与陈太后一同谒山陵。同年患眼疾而不愈，陝西漢中府洋縣智果寺僧人智果治療有功，神宗朱翊钧为表谢意，于十四年颁施藏经678函（6780卷），并赐金命太监会同汉中府知府田礼门，修建藏经楼一座，御书“敕赐智果寺”敕額一面。
万历二十九年（1601年），加尊号曰慈圣宣文明肃贞寿端献皇太后。万历三十四年（1606年），加尊号曰慈圣宣文明肃贞寿端献恭熹皇太后。万历四十二年二月初九崩（1614年3月18日），上尊谥曰孝定贞纯钦仁端肃弼天祚圣皇太后，合葬昭陵，别祀崇先殿。

## 崇佛與國本之爭[7]
明神宗曾經一時意亂情迷而臨幸了李太后的宮女王氏，王氏受孕後，神宗非常後悔。太后召問神宗，神宗起先不承認是他的作為，太后命人取《內起居註》查看，神宗至此方勉強承認，被迫封王氏為恭妃。
王氏頗不得寵，且長年無子，故篤信佛教的李太后常以為王氏祈嗣的理由興建佛寺，萬曆九年十月李太后派宦官尤用、張本前往五台山建祈嗣無遮會，而神宗已早一步為寵愛的鄭貴妃於武當山設祈嗣道場，造成太后與神宗的對立，神宗更云：「皇言有云舉朝為和尚，我偏為道士遙結武當。」加深佛、道二教的嫌隙，並使得道教重返宮廷，宦官為重要媒介。爾後，鄭貴妃生子朱常洵，王氏生子朱常洛。當時宮中稱宮女為“都人”，神宗因此稱王氏之子朱常洛為「都人子」，甚不喜常洛。由於李太后出身也是「都人」，太后大怒，罵神宗：「爾亦都人子！」神宗惶恐，跪在地上叩首請罪，不敢起立。
因寵愛鄭貴妃，神宗有意立朱常洵為太子，故引起鄭貴妃與支持朱常洛的群臣互相傾軋，是為國本之爭，神宗在大臣逼迫下只好立常洛為太子，常洵為福王，封地洛邑。群臣想要讓福王趕緊到封邑去，避免留在北京，威脅皇太子的地位。但鄭貴妃不願意，說要留福王在北京，等明年李太后生日的時候，好為李太后祝壽。李太后諷刺地說：「那我兒子潞王是不是也可以先來北京，準備明年為我慶生？」鄭貴妃只好打消念頭。
鄭貴妃一派於立嗣不得志，而神宗對於立嗣也較屬意朱常洵，再加上後來李太后將德清的畫像掛於內殿，要求神宗侍立拜受法名，終觸怒神宗，故當初主持五台山祈嗣無遮會的德清以其干涉皇嗣、私創佛寺海山寺為由入獄，中外朝野也以「母后不得干政」之由打擊李太后，佛教在宮廷的競爭勢力也因此削弱。
李太后的崇佛雖然使佛教在萬曆年間達到興盛，但興建佛寺耗費大量人力與金錢，加上涉及「祈嗣」及「立嗣」問題，使得神宗不僅與太后關係日漸疏遠，也造成其後來對佛教不再如此支持，加上鄭貴妃、宦官等的影響，轉而支持道教。因此國本之爭不僅與李太后的崇佛有莫大關聯，也加深佛、道二教的對立。

## 軼事
有一次李太后患了目疾，女醫師刘氏、彭金花进宫为李太后治病，太后封彭金花为「夫人」。当时，彭金花已经怀孕，宮中規定孕婦絕對不可入宮，避免把外人之子，謊稱為皇帝所生的皇子。彭氏贪戀富贵，為了繼續入宮治療太后而不肯说实话。到了临产的时候，彭金花產下男嬰，但心虛，当晚就将男婴扔进溺器中溺斃。宫人们将此事奏告神宗，准备重罚彭氏，但太后怜其辛劳，只是将彭氏发配于礼仪房，并鞭刑三十逐出皇宫，将死婴遗弃于北安门外。以后凡是女官入宫都要由接生婆和收生婆再三检验。此事发生后没多久李太后就去世了。
根據《明史》記載，崇禎帝曾經將曾祖母李太后的姪孫李國瑞（其兄李文全之孫）收獄斃死。不久，崇禎帝第五子朱慈煥五歲病死，臨終前，說：「九蓮菩薩說，皇帝待外戚不好，將要使每個皇子都年少而亡。」這位九蓮菩薩就是已經去世的崇禎帝曾祖母李太后。因為李太后篤信佛教，在宮中的畫像，都端坐九蓮寶座之上，人稱「九蓮菩薩」。後來民間把她視為神祇供奉。

## 备注
1. ↑  2007年北京發現的太后二哥李文貴的墓誌稱「公生於嘉靖壬寅年三月初十日」，即1542年。
2. ↑  李伟行状[2]称李诚铭。
3. ↑  李伟行状[2]称李伟“配王氏封夫人”，王氏当是李太后生母。
4. ↑  李伟行状[2]称李氏“俪庄皇帝裕邸”，可能是美化之词。李氏最初是裕王府宫人，可视为裕王婢妾。
5. ↑  明代王府亦置宫人。

## 延伸閱讀
[在维基数据编辑]
 《明史卷一百一十四》，出自《明史》
 在维基共享资源阅览影像
- 陳玉女：〈明萬曆時期慈聖皇太后的崇佛－兼論佛、道兩勢力的對峙－ （页面存档备份，存于）〉。

| 中國皇族                                                   | 中國皇族                                           | 中國皇族 |
| ---------------------------------------------------------- | -------------------------------------------------- | -------- |
| 空缺上一位持有相同頭銜者： 昭聖皇太后張氏與 章聖皇太后蔣氏 | 明朝皇太后 1572年－1596年 與仁聖皇太后陳氏同時在任 | 空缺     |